# Ronde van Frankrijk 1976
| Route van de Ronde van Frankrijk 1976. |                        |              |
| Eindklassement                         |                        |              |
| Algemeen klassement                    | Lucien Van Impe        | 116u 22' 23" |
| Tweede                                 | Joop Zoetemelk         | + 4' 14"     |
| Derde                                  | Raymond Poulidor       | + 12' 08"    |
| Vierde                                 | Raymond Delisle        | + 12' 17"    |
| Vijfde                                 | Walter Riccomi         | + 12' 39"    |
| Zesde                                  | Francisco Galdos       | + 14' 50"    |
| Zevende                                | Michel Pollentier      | + 14' 59"    |
| Achtste                                | Freddy Maertens        | + 16' 06"    |
| Negende                                | Fausto Bertoglio       | + 16' 36"    |
| Tiende                                 | Vicente López Carril   | + 19' 28"    |
| Rode Lantaarn                          | Aad van den Hoek (87e) | + 3h 12' 54" |
| Puntenklassement                       | Freddy Maertens        | 293 punten   |
| Tweede                                 | Pierino Gavazzi        | 140 punten   |
| Derde                                  | Jacques Esclassan      | 128 punten   |
| Bergklassement                         | Giancarlo Bellini      | 170 punten   |
| Tweede                                 | Lucien Van Impe        | 169 punten   |
| Derde                                  | Joop Zoetemelk         | 119 punten   |
| Jongerenklassement                     | Enrique Martínez       | 117h 07' 13" |
| Tweede                                 | Alain Meslet           | + 1' 30"     |
| Derde                                  | Bert Pronk             | + 3' 49"     |
| Ploegenklassement                      | KAS                    | -            |
| Tweede                                 | GAN-Mercier            | -            |
| Derde                                  | Scic-Fiat              | -            |

De 63e editie van de Ronde van Frankrijk ging van start op 24 juni in Saint-Hilaire-de-Riez. Hij eindigde op 18 juli in Parijs. Er stonden 130 renners verdeeld over 13 ploegen aan de start.
- Aantal ritten: 22
- Totale afstand: 4016,5 km
- Gemiddelde snelheid: 34.635 km/h
- Aantal deelnemers: 130
- Aantal uitgevallen: 43

## Belgische en Nederlandse prestaties
In totaal namen er 17 Belgen en 13 Nederlanders deel aan de Tour van 1976.

### Belgische etappezeges
- Freddy Maertens won de proloog in Saint-Jean-deMonts, de 1e etappe van Saint-Jean-de-Monts naar Angers, de 3e etappe van Le Touquet Paris Plage naar Le Touquet Paris Plage, de 7e etappe van Nancy naar Mulhouse, 18e etappe deel A van Auch naar Langon, 18e etappe deel B van Langon naar Lacanau-Océan, 21e etappe van Montargis naar Versailles en de 22e etappe deel A van Parijs naar Parijs
- Willy Teirlinck won de 13e etappe van Font Romeu naar Saint-Gaudens
- Lucien Van Impe won de 14e etappe van Saint-Gaudens naar Saint-Lary-Soulan
- Michel Pollentier won de 16e etappe van Pau naar Fleurance
- Ferdinand Bracke won de 17e etappe van Fleurance naar Auch

### Nederlandse etappezeges
- Hennie Kuiper won de 4e etappe van Le Tourquet naar Bornem
- Joop Zoetemelk won de 9e etappe van Divonne-les-Bains naar L'Alpe d'Huez, 10e etappe van Bourg d'Oisans naar Montgenèvre en de 20e etappe van Tulle naar Puy de Dôme
- Gerben Karstens won de 18e etappe deel C van Lacanau-Océan naar Bordeaux en de 22ste etappe van Parijs naar Parijs
- De Nederlandse TI-Raleigh-equipe won de 5e etappe deel A: de ploegentijdrit van Leuven naar Leuven

## Etappes
- Proloog Saint-Jean-de-Monts:  Freddy Maertens
- 1e Etappe Saint-Jean-de-Monts - Angers:  Freddy Maertens
- 2e Etappe Angers - Caen:  Giovanni Battaglin
- 3e Etappe Le Touquet-Paris-Plage - Le Touquet-Paris-Plage:  Freddy Maertens
- 4e Etappe Le Touquet-Paris-Plage - Bornem:  Hennie Kuiper
- 5ae Etappe Leuven - Leuven:  TI-Raleigh
- 5be Etappe Leuven - Verviers:  Miguel María Lasa
- 6e Etappe Bastenaken - Nancy:  Aldo Parecchini
- 7e Etappe Nancy - Mulhouse:  Freddy Maertens
- 8e Etappe Valentigney - Divonne-les-Bains:  Jacques Esclassan
- 9e Etappe Divonne-les-Bains - L'Alpe d'Huez:  Joop Zoetemelk
- 10e Etappe Bourg d'Oisans - Montgenèvre:  Joop Zoetemelk
- 11e Etappe Montgenèvre - Manosque:  José Luis Viejo
- 12e Etappe Port-Barcarès - Pyrénées 2000:  Raymond Delisle
- 13e Etappe Font-Romeu - Saint-Gaudens:  Willy Teirlinck
- 14e Etappe Saint-Gaudens - Saint-Lary-Soulan:  Lucien Van Impe
- 15e Etappe Saint-Lary-Soulan - Pau:  Wladimiro Panizza
- 16e Etappe Pau - Fleurance:  Michel Pollentier
- 17e Etappe Fleurance - Auch:  Ferdinand Bracke
- 18ae Etappe Auch - Langon:  Freddy Maertens
- 18be Etappe Langon - Lacanau-Océan:  Freddy Maertens
- 18ce Etappe Lacanau-Océan - Bordeaux:  Gerben Karstens
- 19e Etappe Sainte-Foy-la-Grande - Tulle:  Hubert Mathis
- 20e Etappe Tulle - Puy de Dôme:  Joop Zoetemelk
- 21e Etappe Montargis - Versailles:  Freddy Maertens
- 22ae Etappe Parijs - Parijs :  Freddy Maertens
- 22be Etappe Parijs - Parijs:  Gerben Karstens

## Doping
Tijdens deze Tour de France werden er 110 dopingtesten gedaan. Hieruit werden drie rijders positief bevonden.
Dit waren:
- Jesús Manzaneque
- Régis Ovion
- Bernard Labourdette

 winnaars gele trui · 
 puntenklassement · 
 bergklassement · 
 jongerenklassement · 
 tussensprintklassement · 
 combinatieklassement · 
 ploegenklassement · 
 strijdlust · 
rode lantaarn
records · meeste deelnames · ranglijst etappewinnaars · bekende beklimmingen · valpartijen · dopinggevallen · Grand Départ · Souvenir Henri Desgrange
1903 · 
1904 · 
1905 · 
1906 · 
1907 · 
1908 · 
1909 · 
1910 · 
1911 · 
1912 · 
1913 · 
1914 ·
1915 ·
1916 ·
1917 ·
1918 · 
1919 · 
1920 · 
1921 · 
1922 · 
1923 · 
1924 · 
1925 · 
1926 · 
1927 · 
1928 · 
1929 · 
1930 · 
1931 · 
1932 · 
1933 · 
1934 · 
1935 · 
1936 · 
1937 · 
1938 · 
1939 · 
1940 ·
1941 ·
1942 ·
1943 ·
1944 ·
1945 ·
1946 ·
1947 · 
1948 · 
1949 · 
1950 · 
1951 · 
1952 · 
1953 · 
1954 · 
1955 · 
1956 · 
1957 · 
1958 · 
1959 · 
1960 · 
1961 · 
1962 · 
1963 · 
1964 · 
1965 · 
1966 · 
1967 · 
1968 · 
1969 · 
1970 · 
1971 · 
1972 · 
1973 · 
1974 · 
1975 · 
1976 · 
1977 · 
1978 · 
1979 · 
1980 · 
1981 · 
1982 · 
1983 · 
1984 · 
1985 · 
1986 · 
1987 · 
1988 · 
1989 · 
1990 · 
1991 · 
1992 · 
1993 · 
1994 · 
1995 · 
1996 · 
1997 · 
1998 · 
1999 · 
2000 · 
2001 · 
2002 · 
2003 · 
2004 · 
2005 · 
2006 · 
2007 · 
2008 · 
2009 · 
2010 · 
2011 · 
2012 · 
2013 · 
2014 · 
2015 · 
2016 · 
2017 · 
2018 · 
2019 ·
2020 · 
2021 · 
2022 · 
2023 · 
2024 · 
2025